# Grundstoff
Grundstoffe (englisch primary commodities, französisch matériaux de base) sind unbearbeitete oder lediglich geringfügig bearbeitete materielle Güter, die als Vorleistungsgut für die Weiterverarbeitung oder als Endprodukt zum Verbrauch bestimmt sind.

## Allgemeines
Es handelt sich um Rohmaterial, Halbfabrikate, Halbzeuge oder Zwischenprodukte, die als Ausgangsmaterial für das verarbeitende Gewerbe dienen. Der erweiterten volkswirtschaftlichen Definition der Havanna-Charta (März 1948) zufolge sind Grundstoffe „jedes Erzeugnis der Landwirtschaft, der Forstwirtschaft oder der Fischerei und jedes Mineral, einerlei, ob dieses Erzeugnis sich in seiner natürlichen Form befindet oder ob es eine Veränderung erfahren hat, die im Allgemeinen für den Verkauf in bedeutenden Mengen auf dem internationalen Markt notwendig ist“.
Die Abgrenzung zwischen Rohstoffen, Grundstoffen und Halbfabrikaten ist schwierig, weil es sich um einen fließenden Prozess handelt; Industrierohstoffe sind stets auch Grundstoffe für einen weiteren industriellen Fertigungsprozess über mehrere Verarbeitungsstufen. Auch Halbfabrikate nach der ersten Verarbeitungsstufe (wie Roheisen und Rohkupfer) werden ebenfalls noch als Grundstoffe betrachtet, weil sie Ausgangsstoffe für eine Weiterverarbeitung darstellen.

## Arten
Im Wesentlichen unterscheidet man zwei Hauptgruppen von Grundstoffen:
- Die in der Agrarproduktion der Landwirtschaft, Forstwirtschaft und der Plantagenwirtschaft aus der Natur gewonnenen Stoffe (Naturprodukte).[4]
- Die im Bergbau gewonnenen Abbauprodukte einschließlich der Gewinnung von Sand sowie der Fertigung von Zement, Kalk, Ziegeln, Glas etc. aus mineralischen Abbauerzeugnissen[5] sowie der in der chemischen Industrie gewonnenen Basis-Syntheseprodukte.

Manche Grundstoffe wie Kohle bedürfen nach ihrem Abbau lediglich einer geringen Weiterverarbeitung, bevor sie dem Verbrauch zugeführt werden können. Eine wesentliche Weiterverarbeitung erfolgt dagegen in der Grundstoffindustrie.

## Sonstiges
Gotthard Oswald Marbach sah 1853 Grundstoffe als Synonym für chemische Elemente an, denn „Grundstoffe heißen in der Chemie diejenigen Stoffe oder Körper, welche noch nicht als chemische Verbindungen aus anderen Stoffen haben nachgewiesen, noch nicht weiter haben zerlegt werden können“. Sie sind jedoch keine Grundstoffe, sondern Reinstoffe, die mit chemischen Methoden nicht mehr in andere Stoffe zerlegt werden können.